# Personaggi di Queer as Folk
Questa voce contiene un elenco dei personaggi presenti nella serie televisiva statunitense Queer as Folk.

## Principali

### Michael Novotny
Michael Novotny è interpretato da Hal Sparks. Di indole dolce e sensibile all'apparenza, Michael è il migliore amico, dai tempi del liceo, di Brian. Figlio molto protetto, viziato e coccolato da Debby, ha una grandissima passione per i fumetti, soprattutto per Capitan Astro, un supereroe gay. Spesso si comporta in modo codardo, capriccioso e cattivo, dimostrando una carenza di personalità e una grande immaturità (guai a toccargli le sue certezze adolescenziali).  Michael non ha un buonissimo rapporto con la sua omosessualità, al contrario della madre, perché cerca di nasconderla o non dichiararla, fingendosi innamorato di una collega di lavoro o non partecipando ai Gay Pride per paura di essere visto. 
Alla continua ricerca dell'amore vero e di una figura paterna, Michael è da sempre innamorato, in maniera non troppo velata, di Brian, ma trova la stabilità prima con David e successivamente con Ben.
Capitan Astro era il nome del supereroe preferito di Michael, in parte a causa del fatto che Michael intravedesse delle sfumature omosessuali nella storyline e nella natura e nel temperamento del paladino. Michael rimase un grosso fan anche da adulto e comprò un negozio di fumetti nella seconda stagione della serie. Il suo attaccamento verso Capitan Astro è ricorrente in tutte le cinque stagioni. Nel decimo episodio della seconda stagione il personaggio di Capitan Astro viene ucciso dal suo arci-nemico Morphisto, che lo infetta con un virus incurabile; l'episodio sfrutta la morte del supereroe come espediente per parlare della sieropositività di Ben, il fidanzato di Michael. In seguito, Michael e un altro personaggio, il nascente artista Justin Taylor (interpretato da Randy Harrison) progetteranno di creare un supereroe apertamente omosessuale chiamato Rage (in italiano Furore,da non confondere con il personaggio omonimo della Marvel Comics apparso nella serie Nuovi Vendicatori del 2005).

### Justin Taylor
Justin Taylor è interpretato da Randy Harrison.
Dal carattere solare e inizialmente ingenuo, Justin è il personaggio che, nel corso della storia, maggiormente si modifica, maturando nel corso degli anni. Lo troviamo impaurito ma mai codardo all'inizio, quando dopo una breve presentazione, consuma il suo primo rapporto sessuale con Brian.
Successivamente, a causa anche alla scoperta della sua omosessualtà da parte della famiglia è costretto a trasferirsi proprio da Brian, innamorandosene sempre di più.
L'amore tra i due, però, non sarà tra i più tradizionali; Brian, infatti, è terrorizzato all'idea di avere una relazione, eredità di maltrattamenti paterni e materni durante l'infanzia e l'adolescenza. Quindi anche se evidentemente coinvolto da Justin, continua con la sua solita vita, con rapporti sessuali casuali mai ripetuti con lo stesso uomo, ferendo così Justin molte volte.
Col passare del tempo, però, grazie anche al coraggio e alla volontà che Justin dimostra, Brian, pur rimanendo burbero e chiuso, se ne innamora (il momento preciso è lasciato alla libera interpretazione e alla sensibilità del pubblico).
Justin è uno studente di liceo nella prima serie, successivamente si iscrive ad una facoltà d'arte, che l'aiuterà a mettere a frutto il suo grande talento nel disegnare.
Il rapporto con la sua famiglia si modifica molto nel corso degli anni, soprattutto quello con la madre, che, in più occasioni, dopo l'iniziale difficoltà nell'accettare l'omosessualità del figlio, si rivelerà una grande alleata per Justin.

### Emmett Honeycutt
Emmett Honeycutt è interpretato da Peter Paige. Amico da tempo di Michael, Brian e Ted, Emmett è un ragazzo molto dolce e apparentemente ingenuo, orgoglioso della sua omosessualità, che non può nascondere considerata la sua spiccata effeminatezza. Nel corso del telefilm ha diverse storie, alcune importanti, altre basate sul puro sesso, che Emmett non disdegna. Tra i protagonisti, probabilmente, è il più puro e più vicino allo stereotipo del gay amante della moda, dell'estetica e dei maschi muscolosi; Emmett, però, si rivela in più occasioni un ragazzo pieno di valori e dotato di grande sensibilità. Dal punto di vista lavorativo, Emmett ha fatto i lavori più disparati: commesso in un negozio d'abbigliamento, sexy-domestico e tuttofare, pornoattore, organizzatore di feste e ha anche condotto una rubrica gay per un importante canale televisivo. Tre le sue relazioni più importanti: la prima, durante la seconda stagione, con George Schickle, un anziano imprenditore che Emmett conosce grazie alla sua professione di pornoattore sul sito di Ted. La relazione tra i due finisce con la morte di George durante un amplesso in aereo. La seconda storia d'amore più importante è quella con Ted. I due, nella terza stagione, passano da amici ad amanti. Il rapporto finisce a causa del cambiamento di comportamento di Ted, dovuto alla droga di cui abusa. Dopo la fine della storia, Emmett trascorre un periodo di grande tristezza e smarrimento, legato alla convinzione di aver perso Ted come fidanzato, ma anche, e soprattutto, come amico. Dopo la disintossicazione di Ted, Emmett inizialmente fatica a perdonare l'uomo e a ricucire un rapporto con lui, ma le cose fra i due, nel corso della quarta stagione, migliorano in maniera molto naturale, tanto da ritornare amici più di prima. Nelle ultime due stagioni, Emmett ha un relazione piuttosto tormentata con Drew Boyd, noto giocatore di football che non ha ancora rivelato al mondo, né a sé stesso, la sua omosessualità. Il rapporto tra l'uomo ed Emmett, inizialmente di puro sesso, si evolve con il passare del tempo, ma alla fine della quarta stagione, Emmett lo lascia perché Drew non è intenzionato a lasciare Sierra, la sua fidanzata storica, né tantomeno a dichiararsi omosessuale. Verso la fine della quinta stagione, Drew si rifà vivo con Emmett, chiedendogli aiuto dato che è stato lasciato da Sierra che ha scoperto che un tifoso lo ricattava dopo aver fatto sesso con lui. Emmett, ancora molto preso da Drew, lo sostiene come può, soprattutto dopo il coming out ufficiale. La relazione tra i due, però, finisce dopo un tradimento di Drew. Emmett si rende conto che è assolutamente normale che lui voglia provare nuove esperienze, dato che per la prima volta può vivere la sua omosessualità in libertà. Così lo lascia libero di vivere la sua nuova "adolescenza". Al suo personaggio, seppur ben descritto e onnipresente nel telefilm, viene riservato un finale piuttosto freddo e frettoloso: Emmett non trova l'amore vero tanto agognato. Nell'ultimo episodio incontra un ragazzo legato alla sua adolescenza e ci fa del sesso, ma nulla lascia intendere che ci sia un futuro felice e duraturo per i due, anche se nella scena finale della serie li si vede ballare insieme al Babylon.

### Ted Schmidt
Theodor "Ted" Schmidt è interpretato da Scott Lowell. Amico da tempo di Michael, Brian e Emmett, Ted è un commercialista timido e non molto sicuro di sé che viene licenziato, all'inizio della seconda stagione, non appena viene scoperto dal capo mentre si masturba in ufficio davanti ad un sito pornografico. È proprio grazie a quest'esperienza che Ted aprirà un suo sito a pagamento, segaallavoro.net, che inizialmente non decolla, poi, grazie all'assunzione di Emmett come ragazzo che si masturba ininterrottamente, Ted guadagna moltissimi soldi. Nei primi episodi della terza stagione, in piena campagna elettorale di Stockwell, repressivo contro l'omosessualità, Ted dovrà lasciare il lavoro non appena viene denunciato per aver assunto un minorenne. La fine della sua redditizia attività e il fatto di dover essere mantenuto da Emmett lo porteranno in depressione, tanto da cominciare ad abusare prima di antidolorifici misti ad alcool e poi di droga. Ne uscirà con molte difficoltà ma nella quarta stagione sarà pronto a rifarsi una vita, grazie soprattutto a Brian che gli offre un lavoro da contabile per la Kinnetik. In campo amoroso, Ted non ha mai avuto molta fortuna, nonostante sia sempre alla ricerca dell'amore vero. Invaghito inizialmente di Michael, nella prima stagione Ted conosce Blake, un tossicodipendente che l'uomo si porta in casa con l'intenzione di farci del sesso. Prima, però, di avere un approccio, Blake gli offre della droga che Ted ingenuamente accetta. L'assunzione di droga lo porterà a sentirsi male e a finire in coma. Blake, intanto era scappato, spaventato, ma gli rivelerà in seguito di essere stato lui a chiamare i soccorsi. Verso la fine della prima stagione, è Blake a sentirsi male a causa della droga, ma Ted non gli restituisce il favore. Anzi, lo soccorre e se ne innamora, ricambiato. I due cominciano una relazione, con la promessa da parte di Blake di smetterla con la droga. Il legame sembra solido, nonostante il parere contrario degli amici di Ted, soprattutto di Emmett. Ted, però, scopre che Blake continua a drogarsi così decide di accompagnarlo in un centro di riabilitazione. Blake, però, non resiste e se ne va, lasciando Ted addolorato. Alla fine della seconda stagione, Ted comincerà a nutrire sentimenti più intensi verso Emmett, suo migliore amico. Si dichiara al ragazzo, che dapprima rimane scosso, ma poi si accorge anche lui di amare Ted, così i due si mettono insieme. La relazione va a gonfie vele e i due vogliono addirittura prendere casa, ma la tossicodipendenza di Ted metterà a dura prova il loro legame, che infatti si spezza, con grande sofferenza da parte di entrambi. Rendendosi conto del baratro in cui è sceso, Ted decide di ricoverarsi spontaneamente. Al centro di riabilitazione incontra Blake, completamente guarito, che è lì come consulente per le dipendenze. All'inizio della quarta stagione, Blake sarà di grande aiuto a Ted, che, infatti, riuscirà a disintossicarsi completamente. I due sembrano voler ricominciare a stare insieme, visibilmente ancora innamorati l'uno dell'altro, ma Blake, temendo che Ted, ancora potenzialmente fragile, possa considerarlo una nuova dipendenza, lo lascia, con la speranza di ritrovarsi in tempi favorevoli per entrambi. Ritrovata l'amicizia con Emmett, nella quinta stagione, Ted si sottoporrà, con scarsi risultati, ad un intervento di chirurgia estetica, che, però, ha comunque l'effetto di renderlo più sicuro di se stesso. Infatti, oltre a garantirgli parecchie avventure, gli consente anche di vendicarsi di Troy, un ragazzo che, durante il Pride visto nella seconda stagione, lo aveva umiliato. Nell'ultimo episodio, Ted si ritrova in uno chalet di montagna a festeggiare il suo 39º compleanno con Emmett. Proprio qui incontra nuovamente Blake, con il quale, senza più alcun impedimento, può finalmente trovare la serenità affettiva da anni ricercata.

### Debbie Grassi Novotny
Debbie Grassi Novotny (Sharon Gless) è la madre naturale di Michael, nonché confidente e seconda mamma di tutti gli altri personaggi. Di carattere caparbio, deciso, focoso e imperturbabile, non smette mai di dichiarare le sue idee e di battersi per i diritti di tutti gli omosessuali. Dopo aver cresciuto Michael ha dovuto occuparsi del fratello Vic, anch'egli omosessuale nonché HIV positivo. Di professione cameriera, Debbie è molto comprensiva verso tutti gli amici di suo figlio e si fa in quattro per difenderli da ogni angheria, soprattutto per quanto riguarda Justin. Nel corso della seconda stagione si infatua di Carl, un detective di mezza età che Debbie conosce perché indaga sulla morte di un giovane ragazzo gay trovato cadavere dalla donna nel bidone dell'immondizia.

### David Cameron
David Cameron (Chris Potter), chiropratico, di carattere serioso e maturo, è stato, per circa un anno, il compagno di Michael. Ha scoperto di essere gay relativamente tardi, infatti è stato sposato e ha avuto un bambino, Hank. Conosce Michael durante una visita e se ne innamora subito, la relazione comincia in breve tempo, portandoli a vivere insieme. David conosce anche gli amici del fidanzato, ma tra loro non c'è molta affinità, soprattutto con Brian. Dopo la separazione della moglie con il nuovo compagno, David si trasferisce con Michael a Portland, in Oregon, per stare vicino al figlio, ma le cose tra i due non vanno e si lasciano. Così Michael fa ritorno a Pittsburgh.

### Ben Bruckner
Benjamin "Ben" Brucker (Robert Gant), professore universitario di una bellezza e fascino indubbi, entra in scena nella seconda stagione, entrando nel negozio di fumetti di Michael. Dopo aver chiesto a quest'ultimo di tenere una lezione all'università sui supereroi dei fumetti, tra Ben e Michael nasce una simpatia, che si tramuta, ben presto, in attrazione. Ben, però, appena capisce che il loro rapporto potrebbe diventare sempre più profondo, gli rivela subito di essere sieropositivo. Michael inizialmente non mostra titubanze, ma poi si lascia influenzare da sua madre e dai suoi amici. Così decide di chiudere il rapporto quando si rende conto di non riuscire a copulare con lui. Michael presto, però, si accorge di quanto Ben gli manchi e così tornano insieme. Quando, verso la fine della seconda stagione, Ben ha un malore dovuto ai farmaci che prende per l'HIV, anche Debbie si rende conto di non poter ostacolare i sentimenti di suo figlio e comincia pian piano ad accettare Ben, arrivando a considerarlo addirittura come un secondo figlio. Ben ha tutte le caratteristiche dell'uomo perfetto: di bell'aspetto, atletico, colto, pratica arti meditative. Nel corso della terza stagione, Ben tenta di salvare dalla strada Hunter, un giovane che si prostituisce proprio sotto casa dei due. Dopo le iniziali diffidenze, il ragazzo si affeziona sia a lui che a Michael e viene preso in affido dalla coppia, fino a diventare una vera famiglia, quando i due decidono, alla fine della quinta stagione, di adottarlo. La relazione fra Ben e Michael non conosce particolari momenti di crisi. Tuttavia qualche piccolo problema sorge, durante la quarta stagione, quando Ben, non riuscendo a trovare un editore per il suo secondo romanzo, e complice la sua gelosia per il successo di Michael con Furore, si avvicina ad Anthony, un ragazzo suo fan che mostra subito interesse per il professore. Ben, però, interrompe subito la conoscenza con il ragazzo quando Anthony gli chiede di copulare con lui per diventare anche lui sieropositivo. Anche quando, durante la quinta stagione, Hunter scappa di casa, Ben si mostra più distaccato verso Michael e più concentrato sul ragazzo, ma nonostante questi piccoli problemi, la loro relazione procede a gonfie vele, tanto da arrivare, alla fine della quarta stagione, a sposarsi legalmente in Canada, durante la Liberty Ride, anche se senza validità negli Stati Uniti. Prima di essere sieropositivo Ben ha condotto una vita a volte sregolata, facendo del sesso anche con Brian durante un White Party.

### Lindsay Peterson e Melanie Marcus

Lindsay Peterson e Melanie Marcus nel primo episodio

Linz (Thea Gill) e Melanie (Michelle Clunie) formano una coppia di donne lesbiche dichiarate.
Linz, infatti, dà alla luce Gus, un bimbo avuto grazie alla donazione del seme da parte di Brian. Per i primi tempi Linz fa la madre, tanto da perdere un po' di vista la sua vita sentimentale, tant'è che Mel la tradisce. La coppia, per qualche tempo, si separa. Dopo il loro ritrovamento le due si sposano. La quotidianità e l'abitudine, però, annoia le due donne, che, in un impeto, hanno un amplesso con Leda, una ex di Mel che le due ospitavano per qualche giorno. Quest'esperienza legherà ulteriormente le due donne, tant'è che decideranno di fare un altro figlio; stavolta, però, a partorirlo sarà Mel. Come padre viene scelto Michael. Durante la gravidanza Mel è costretta a smettere di lavorare; Linz, così, trova un impiego in una casa d'arte. È proprio grazie a questo lavoro che Linz conosce un suo mito da sempre, il noto Sam Auerbach. L'affinità, tra i due, è talmente forte da portare Linz a farci del sesso. Mel lo capisce e le due, dopo la nascita della loro figlia: Jenny Rebecca, si lasciano. Per qualche tempo fingono con tutti di essere ancora una coppia, ma poi sono costrette a rivelare la verità. È soprattutto Michael a rimanerci male, preoccupato, in gran parte, per lo stile di vita che Jenny Rebecca dovrà vivere. Tra i tre comincia una dura lotta per l'affido che si spegne quando, dopo un ricovero della piccola, tutti capiscono che l'unica cosa da fare è non far sentire sola la bambina. 
 Per motivi economici Linz si trasferisce, con Gus, dai genitori; non appena, però, capisce che la madre tenta in tutti i modi di convincerla a mettersi con un uomo, Linz ritorna a vivere con Mel, da separate in casa. La convivenza forzata tra le due, nonostante Mel tenti di rifarsi, a stento, una vita, le riavvicina e le due fanno nuovamente l'amore. Questo fatto metterà fine alle rappresaglie e le riunirà. A causa del clima omofobo che circola in America, Mel offre a Linz l'oppurtunità di trasferirsi in Canada; anche se inizialmente titubante, la donna accetta. Nell'ultimo episodio le due donne e i loro bambini, con il benestare di tutti e la promessa di vedersi a tutte le feste comandate, lasciano Pittsburgh.

## Personaggi secondari

### Victor Grassi
Victor Grassi (Jack Wetherall) è il fratello di Deb. È anch'egli, come Michael, omosessuale dichiarato. Da quando ha scoperto di essere sieropositivo, Victor si è ritirato a vita privata, sotto le cure dell'amorevole sorella. Più spettatore che protagonista nel telefilm, la sua storia è incentrata soprattutto sulla sua malattia, e, nell'ultima serie che lo vede presente, sul suo riscatto, dopo essersi innamorato di Rodney, sieropositivo come lui. Dopo essersi sentito eccessivamente dipendente e con poca libertà, Vic lascia la casa della sorella per trasferirsi altrove con il suo compagno. Ciò porterà alla rottura tra i due fratelli, soprattutto dopo che Vic non invita la sorella alla cena inaugurale nella nuova casa. Poco dopo la lite, Vic muore per un infarto nella poltrona di casa sua. 
Dopo la sua scomparsa, Vic appare anche in alcuni sogni di Brian (rispettivamente negli episodi 4.8, 4.9 e 4.14). In queste apparizioni, più utili ad arricchire la storia di Brian che a chiudere quella di Vic, Brian, affetto da cancro, vive la paura della morte; vediamo Vic sotto una veste diversa, più perfida e sadica. Nell'ultimo episodio che lo vede presente, Vic fa credere a Brian che Dio possa essere gay.

### Jennifer Taylor
Interpretata da Sherry Miller, Jennifer è la madre di Justin. Dopo essere venuta a conoscenza dell'omosessualità del figlio, Jennifer cerca in tutti i modi di comprenderlo, anche se inizialmente non riesce ad accettare che il ragazzo frequenti Brian. Grazie anche all'intervento di Debbie che le dà consigli su come gestire la condizione di mamma di un adolescente omosessuale, Jennifer diventerà man mano sempre più complice del figlio e con il tempo riuscirà anche ad accettare la relazione con Brian, rendendosi conto che il figlio ama ed è amato a sua volta dall'uomo. Dopo alcuni tradimenti da parte del marito, Jennifer decide di divorziare e questo avvenimento unirà ulteriormente la donna a Justin. Nel corso delle stagioni, Jennifer sarà sempre in prima linea nelle campagne anti-omofobia e sarà sempre piuttosto presente nella vita del figlio. Nel corso dell'ultima serie trova l'amore in un ragazzo molto più giovane di lei, Tucker. Inizialmente Justin tenta di osteggiare la relazione, per poi capire che è giusto che la madre faccia la propria vita.

### James Montgomery
Conosciuto semplicemente come Hunter Montgomery e interpretato da Harris Allan, è un giovane ragazzo gay sieropositivo che Ben e Michael Novotny salvano dal mondo della prostituzione. Con l'andare del tempo il rapporto tra i tre si approfondirà molto, tanto da convincere Ben e Michael a prendere in affido Hunter. Tra i due è soprattutto Ben quello che prende con maggior serietà la situazione, probabilmente a causa della sieropositività del ragazzo per cui l'uomo si identifica in lui. La convivenza tra i tre sarà sempre coronata da affetto e da battute di spirito, soprattutto da parte di Hunter. Nell'ultima stagione scopriamo che Hunter non è gay, tant'è che finisce anche con l'innamorarsi di una ragazza, Callie. I genitori di lei scoprono le sue condizioni di salute e diffondono la notizia nella scuola del ragazzo. Hunter, ferito e stanco di essere discriminato, lascia il paese e i suoi due padri. Ritorna dopo l'attentato eseguito da alcuni omofobi al Babylon in cui resta vittima anche Michael. I tre riprendono la loro convivenza più sereni e uniti che mai, e nell'ultimo episodio, Ben e Michael decidono di tramutare l'affido in adozione, in modo che Hunter sia per sempre un Novotny-Brukner.

### Craig Taylor
Interpretato da John Furey, è il padre di Justin. Molto meno presente nella vita del figlio rispetto a Jennifer, Craig è un uomo duro, egoista e bigotto ed omofobo. Dopo essere venuto a conoscenza dell'omosessualità del figlio si staccherà completamente da lui e, dopo qualche tempo, complici ripetuti suoi tradimenti, anche dalla moglie. Negli anni, Justin tenterà più volte di avvicinarsi a lui, senza mai riuscirci veramente, fino ad arrivare allo scontro finale, quando il padre appoggia la candidatura di Stockweel a sindaco.

### Daphne Chanders
Interpretata da Makyla Smith, Daphne è la migliore amica di Justin. Timorosa e un po' intimidita dal resto dai ragazzi eterosessuali, Daphne chiede a Justin se può essere lui "la sua prima volta", Justin, anche se inizialmente poco convinto, acconsente. Questo porterà ad un breve allontanamento fra i due ragazzi, dovuto al fatto che Daphne si è invaghita dell'amico dopo l'amplesso. In occasione del ballo della scuola, nell'episodio 1.22, i due ritroveranno l'intesa di un tempo. Dotata di una buona dose di sensibilità e apertura mentale, Daphne fin dall'inizio non ha nessuna difficoltà ad accettare l'omosessualità dell'amico. Nei primi tempi è con lei che Justin si consiglia, soprattutto riguardo alla sua storia con Brian, forse anche per questo motivo, Daphne diventa uno dei principali sostenitori della coppia, anche nei momenti più bui della loro relazione. Daphne non smetterà mai di credere in loro e nel loro amore, a volte andando contro anche le opinioni di Justin, soprattutto quando il ragazzo instaura una relazione con Ethan. Molto presente nella prima stagione, farà apparizioni sempre più sporadiche nel corso delle altre, fino a risultare addirittura assente nella quinta, salvo una fugace apparizione nell'ultimo episodio.

### Leda
Interpretata da Nancy Anne Sakovic è presente solo nella seconda stagione. Leda è la ex fidanzata di Mel. Di professione restauratrice, Leda fa la sua prima apparizione nell'episodio 2.4 e in seguito viene incaricata da Linz e Mel di restaurare la loro mansarda, per farla diventare il nuovo studio di Linz, in cambio di vitto e alloggio. Lindsay dapprima è gelosa della presenza di Leda nella vita di Mel, poi, però, capisce che la storia passata tra le due non ha lasciato strascichi nella compagna. Leda esce di scena nell'episodio 2.19, dopo aver finito il restauro della mansarda e dopo che, in seguito ad una piccola crisi coniugale tra le due donne, Leda copulerà con entrambe.

### Blake Wyzecki
Interpretato da Dean Armstrong, Blake è stato uno dei principali amori di Ted. Lo veniamo a conoscere al Babylon, la discoteca in cui Ted lo incontra. Tra Blake e Ted c'è subito un'intesa, tant'è che Ted invita il ragazzo a casa sua, per farci del sesso. Prima ancora di avere un approccio sessuale, Blake gli offre della droga. L'assunzione porterà Ted a sentirsi male e ad entrare in coma. Blake, spaventato, scappa, ma ammetterà in seguito di aver chiamato l'ambulanza per l'uomo. Ted, risvegliatosi dal coma, riprende la sua vita, che si incrocia, verso la fine della prima stagione, di nuovo con quella di Blake. Questa volta a sentirsi male è lui, e Ted gli presta soccorso. Ted è chiaramente preso da Blake, ricambiato. Così i due cominciano a frequentarsi, data l'apparente volontà di Blake di disintossicarsi. La relazione fra i due prosegue bene, nonostante il parere contrario degli amici di Ted, soprattutto di Emmett. Ted, però, scopre che Blake non ha mai smesso di drogarsi, così lo porta ad un centro di riabilitazione. Nell'ultimo episodio della prima stagione, però, Ted scopre con molto rammarico che Blake è andato via. I due si rincontrano circa tre anni dopo, alla fine della terza stagione. I ruoli, questa volta, sono invertiti: Blake è completamente disintossicato, mentre Ted, invece, è ricoverato alla clinica dove lavora Blake come consulente per le dipendenze con l'intento proprio di disintossicarsi. I due cominciano a frequentarsi nuovamente nei primi episodi della quarta stagione. Blake è un grande sostegno per Ted, tant'è che, convinto che l'uomo trasferisca il suo bisogno di dipendenza dalla droga a lui, lo lascia nuovamente. I due si ritrovano finalmente nell'ultimo episodio della quinta stagione in uno chalet di montagna. La loro relazione, questa volta, sembra non aver alcun ostacolo, e si rimettono insieme.

### Carl Horvath
Interpretato da Peter MacNeil e presente dalla seconda serie, Carl è il compagno di Debbie. Di professione poliziotto e di carattere ombroso, ma anche tenero e divertente, dopo aver perso per un cancro la moglie, Carl conosce Debbie indagando di un omicidio che vede come vittima un ragazzo gay. Inizialmente tra l'uomo e Debbie ci sono vari scontri, legati soprattutto all'apparente omofobia che Carl, in qualche occasione, dimostra. Con l'andare del tempo, affascinato anche dalla caparbietà di Debbie, Carl se ne invaghisce e tenta un approccio, Debbie, prima dubbiosa, si lascia andare, anche grazie alla spinta di Vic. Tra Debbie e Carl, soprattutto dopo la morte di Vic, si creerà un rapporto complice e tenero, i due andranno anche a vivere insieme e Carl scoprirà il mondo omosessuale, senza esserne più né infastidito, né tanto meno impaurito.

### George Schickle
Interpretato da Bruce Gray è presente solo nella seconda serie. È il proprietario della famosa omonima marca di sottaceti, che lo ha reso un uomo facoltoso e apprezzato da tutti. Conosce Emmett grazie al sito pornografico in cui il ragazzo lavora. Dapprima si fa apprezzare dal ragazzo come ammiratore segreto, regalandogli anche un costoso bracciale, ma quando decide di uscire allo scoperto offrendo del denaro per una prestazione sessuale, Emmett, indignato, restituisce il regalo. George capisce il valore del ragazzo e gli chiede una seconda possibilità. Nonostante George sia un uomo piuttosto avanti con l'età, Emmett ne è affascinato e comincia una relazione con lui, che si rivela un uomo generoso e sensibile. La relazione con Emmett è un ritorno alla vita per George, che ha vissuto un'intera vita fingendosi eterosessuale e dedicandosi solo al lavoro. I due si frequentano per diversi mesi, fino a quando, durante un amplesso in aereo, George ha un malore e muore proprio davanti ad Emmett. L'uomo ha predisposto nel testamento che Emmett sia il beneficiario di tutto il suo patrimonio, lasciando anche al ragazzo un commovente video in cui ribadisce il loro amore. La famiglia Schickle, però, cerca di dimostrare che George sia stato manipolato da Emmett e quindi di togliergli l'eredità. Quando gli Schickle tentano di raggiungere un compromesso con Emmett, offrendogli un milione di dollari, per evitare che il ragazzo renda pubblico il video in cui si mostra chiaramente che George era un omosessuale, Emmett decide dignitosamente di rifiutare il denaro e non sminuire così il ricordo della storia d'amore con George.

### Ethan Gold
Interpretato da Fab Filippo è presente in parte della seconda e terza serie. È un giovane violinista. Conosce Justin grazie ad un concerto al quale il ragazzo partecipa. Subito tra i due ragazzi nasce un certo feeling, inoltre Ethan sembra rispondere all'ideale del ragazzo romantico che piace a Justin. Alla fine della seconda stagione, quindi, complice anche il comportamento di Brian, che non intende impegnarsi seriamente come Justin vorrebbe, il ragazzo, prima instaurerà una relazione clandestina, poi deciderà di legarsi effettivamente ad Ethan. Dopo un primo periodo di stabilità, Ethan viene ingaggiato da un agente che, però, vuole mostrarlo al pubblico come ragazzo eterosessuale per una questione di marketing. Il rapporto tra i due, quindi, va in crisi, poiché Justin si sentirà sempre più escluso. Nell'episodio 3.7 i due si lasciano dopo che Justin scopre il tradimento di Ethan con un fan.

### Christopher Hobbs
Interpretato da Alec McClure, presente nella prima stagione, per poi fare delle brevi apparizioni nella seconda e nella quarta, Chris Hobbs è inizialmente un compagno di scuola con cui Justin ha una breve esperienza sessuale. Successivamente, Chris diventa uno dei peggiori antagonisti di Justin: prima lo vessa e lo aggredisce verbalmente con insulti omofobi davanti a tutti i compagni di classe e agli stessi professori (senza che quest'ultimi intervengano minimamente, essendo loro stessi omofobi) e poi arriva ad aggredirlo fisicamente, colpendolo quasi a morte alla testa con una mazza da baseball dopo che Justin ha osato portare Brian al ballo della scuola, commettendo a tutti gli effetti un crimine d'odio a sfondo omofobo. Questo avvenimento avrà forti ripercussioni nella vita di Justin. In seguito Hobbs verrà anche processato per l'aggressione, cavandosela con l'obbligo di eseguire alcuni lavori socialmente utili. Nella quarta stagione, durante il periodo nei Pink Posse, Justin, grazie a Cody, scopre che Hobbs lavora in campo edile. I due ragazzi, colti dal loro reciproco desiderio di vendetta nei confronti dell'aggressione omofoba, lo aspettano di notte fuori casa sua, lo umiliano e gli puntano una pistola contro, senza, però, arrivare ad ucciderlo. Nonostante il parere contrario di Cody, che sperava in una piena vendetta, Justin è soddisfatto di aver chiuso finalmente i conti con il suo passato.